# Minyacris nana
Minyacris nana är en insektsart som först beskrevs av Sjöstedt 1921.  Minyacris nana ingår i släktet Minyacris och familjen gräshoppor. Inga underarter finns listade i Catalogue of Life.